# 加尔默罗小堂 (塞维利亚)

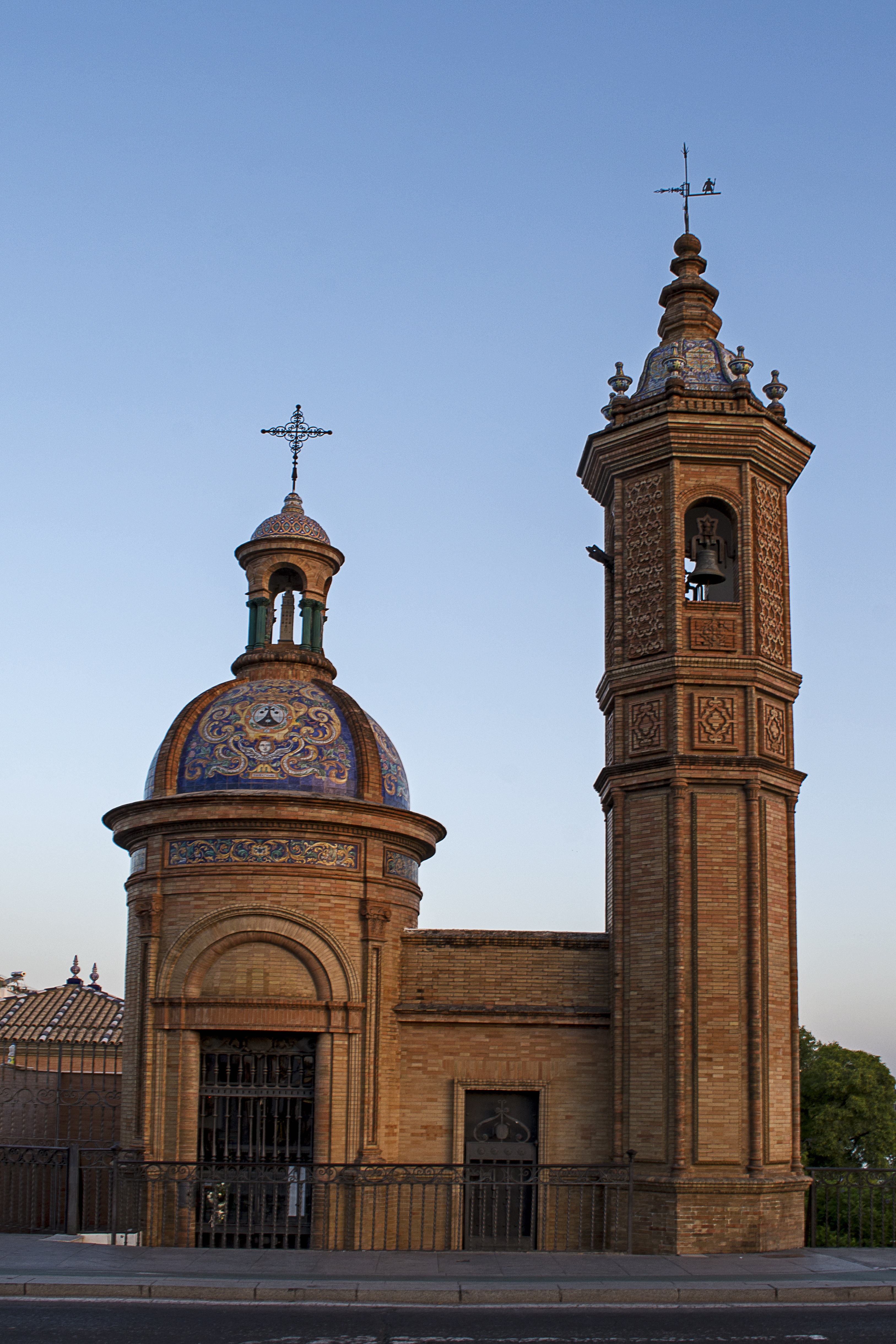

加尔默罗小堂（Capilla del Carmen）是一个罗马天主教小堂，位于西班牙安达卢西亚塞维利亚特里亚纳区（Triana），伊莎贝拉二世大桥西侧。它是由建筑师汉尼拔·冈萨雷斯·阿尔瓦雷斯-奥索里奥（Aníbal González Álvarez-Ossorio）设计建造，于1928年竣工。

## 历史
以前，特里亚纳的阿尔托扎诺广场（plaza del Altozano）上有一座小堂，靠近巴卡斯桥（puente de Barcas），里面有一幅加尔默罗圣母的画像。19世纪40年代，拆除巴卡斯桥（Puente de Barcas），开始修建现在的伊莎贝拉二世大桥（puente de Isabel II），圣像被送到Humeros小堂（Capilla de los Humeros）。1852年现在的特里亚纳桥开通，圣像回到阿尔托扎诺的旧小堂。1918年，特里亚纳桥和通往特里亚纳桥的街道拓宽，旧的加尔默罗小堂被拆除，圣像被送到圣亚纳堂（Iglesia de Santa Ana）。市政厅委托建筑师阿尼巴尔·冈萨雷斯·阿尔瓦雷斯-奥索里奥（Aníbal González Álvarez-Ossorio）建造新的小堂，于1928年竣工。圣像被移到那里。

## 特征
这是一座小型建筑，由埃米利奥·加西亚·加西亚（Emilio García García）和汉尼拔·冈萨雷斯（Aníbal González）合作完成。
小堂包括两个部分：一个低层建筑，上面覆盖着陶瓷圆顶，上有加尔默罗会的会徽。 另一个是细高的八角形钟楼 。

## 加尔默罗圣母善会
1928年7月28日，加尔默罗圣母善会（Hermandad de Gloria de Nuestra Señora del Carmen）正式获准成立。画家胡安·安东尼奥·罗德里格斯·埃尔南德斯（Juan Antonio Rodríguez Hernández）将圣像恢复原始风貌，其作者和日期不详。善会的同情者，罗德里格斯·奥杰达（Rodríguez Ojeda）的作品在此也占有一席之地。.